# Scott Curry
Pour les articles homonymes, voir Curry (homonymie).

a Compétitions nationales et continentales officielles uniquement.

b Matchs officiels uniquement.
Dernière mise à jour le 11 juin 2024.
Scott Curry, né le 17 mai 1988 à Rotorua (Nouvelle-Zélande), est un joueur néo-zélandais de rugby à sept et de rugby à XV. Il est le capitaine de la sélection néo-zélandaise depuis 2015 2021.

## Carrière

### Jeunesse et formation
Scott Curry est né à Rotorua, dans la région de la Baie de l'Abondance, et suit sa scolarité au Reporoa College, où il pratique le rugby. Il part ensuite étudier à l'université Massey à Palmerston North, où il suit un cursus scientifiques. Il devient professeur de science à l'issue de ses études.

### En rugby à sept
Scott Curry est sélectionné pour la première fois en équipe de Nouvelle-Zélande de rugby à sept, entraînée par Gordon Tietjens, en janvier 2009 pour faire partie d'un groupe élargi d'entraînement, dans le cadre de la préparation pour les Sevens Series. Finalement non retenu dans le groupe final pour disputer la saison 2009, il est rappelé en novembre 2010 pour préparer la saison 2010-2011. Il joue son premier tournoi à Dubaï au mois de décembre suivant.
Au fil des années, il s'impose comme un élément important de la sélection néo-zélandaise, avec qui il remporte les Sevens Series quatre fois d'affilée lors de ses quatre premières saisons. Il manque toutefois la Coupe du monde de rugby à sept 2013 en Russie, à cause d'une blessure. Il est finaliste des Jeux du Commonwealth en 2014.
En 2015, il succède à l'emblématique DJ Forbes dans la fonction de capitaine de la sélection,. Il mène ainsi son équipe aux Jeux olympiques 2016 à Rio de Janeiro,. Les All Blacks Sevens terminent toutefois la compétition à une décevante cinquième place.
Toujours en tant que capitaine, il remporte les Jeux du Commonwealth en 2018, la Coupe du monde 2018 et la saison 2019-2020 des Sevens Series. Il dispute ses deuxièmes Jeux olympiques en 2021 à Tokyo. La sélection obtient une médaille d'argent, après une défaite en finale face aux Fidji.

### En rugby à XV
Scott Curry commence par jouer au rugby à XV avec le club amateur de Kia Toa dans le championnat amateur de la région de Manawatū, tout en jouant avec les équipes jeunes de l'équipe provinciale locale. Il tente ensuite de percer au niveau professionnel avec la province de Bay of Plenty, mais ne joue qu'un unique match amical avec cette équipe. Il fait son retour à Manawatu, lorsqu'il est nommé dans le groupe retenu pour disputer la saison 2012 de National Provincial Championship. Il ne joue toutefois aucun match.
En 2020, après plusieurs années consacrée uniquement au rugby à sept, il profite de ce que la saison de Sevens Series a été écourtée à cause de la pandémie de Covid-19 pour faire son retour à XV avec Bay of Plenty. Il joue dix matchs lors de la saison de NPC, dont une titularisation au poste de premier centre.
En 2022, tout en continuant à être sous contrat avec la fédération néo-zélandaise, il effectue une pige d'une saison au Japon, avec les Munakata Sanix Blues en troisième division de League One.

## Palmarès

### En rugby à sept
- Vainqueur de la Coupe du monde de rugby à sept en 2018.
- Vainqueur des Jeux du Commonwealth en 2018.
- Vainqueur du World Rugby Sevens Series en 2011, 2012, 2013, 2014 et 2020.

- Médaille d'argent aux Jeux olympiques 2020 (2021) à Tokyo.
- Médaille d'argent aux Jeux du Commonwealth en 2014.
- Médaille de bronze aux Jeux du Commonwealth en 2022.